# Průrubský potok
Průrubský potok je pravostranný přítok Kamenice v okrese Jablonec nad Nisou v Libereckém kraji. Délka potoka měří 2,66 km.

## Průběh toku
Potok pramení ve dvou lesních ramenech jižně od lokality Vinice ve Velkých Hamrech, dále teče lesem východním směrem. Blízko pramene Průrubí u Plavů přijímá zleva Zalamáňský potok, dále teče východním směrem a v Plavech se vlévá zprava do Kamenice.